# Фізичний факультет університету Макгілл
Фізичний факультет університету Макгілл (англ. McGill Department of Physics) —
1891 Організований факультет фізики шляхом розподілу факультетів «натуральної філософії» та «математики». Багатий філантроп, сер Віл'ям Макдональд забезпечив фонди для розбудови фізичного факультету, а також для заснування стипендії кафедри Макдональда (Macdonald Chair) в галузі фізики. Джон Фокс був визнаний першим професором Макдональда в галузі фізики. 
1893 Відкриття будівлі факультету Макдональда та заснування другої "стипендії Крісло Макдональда (Macdonald Chair) в галузі фізики. Заснування M.Sc. програми з фізики. 
1898 Ернест Резерфорд прибуває на факультет фізики на посаду «Макдональдового професора» з фізики. Протягом свого перебування в університеті Макгілла, з 1898 по 1907, Резерфорд установив традицію відмінного наукового підходу в галузі фізики.
1908 Нобелівський лауреат в галузі хімії, Ернест Резерфорд (за свої дослідження радіоактивності) покидає університет Макгілла.
1911 Перша ступінь «доктора філософії» (Ph.D.) була присуджена Роберту Бойлю (Robert Boyle).
1946 Розбудова «радіаційної лабораторії» в Макгріллі 100 MeV циклотроном, другим у світі того часу. Заснування вивчення «теоретичної фізики» П. Р. Уоллесом (P. R. Wallace) на факультеті математики.
1949 Прийнятий в експлуатацію циклотрон, який прискорював протони до енергії в 100 MeV.
1950 Науково-дослідна Ітон лабораторія з електроніки (названа на честь Леді Ітон) була відкрита при радіаційній лабораторії.
1955 Заснування посади професора «кафедри Резерфорда» (Rutherford Chair) в галузі фізики.
1961 Нова форма радіоактивності — затрика емісії протонів — була відкрита професором Р. Е. Белом (R. E. Bell) та його студентом Р. Бартоном (R. Barton), в радіаційній лабораторії.
1963 Відділ теоретичної фізики був переведений з математичного факультету на фізичний факультет.
1964 Радіаційна лабораторія була перейменована в «Фостерівську радіаційну лабораторію» в честь Дж. С.Фостера (J.S. Foster), декана факультету (Department Chair) від 1952 по 1955.
1968 Радарна обсерваторія дослідження погоди була заснована в таборі Макгілла (Macdonald Campus) в Св. Анні (Ste. Anne).
1971 Заснування Канадського інституту з фізики елементарних часток з першим директором Б.Марголісом (B. Margolis) на факультеті.
1977 Будівля Ернеста Резерфорда з фізики приєднала до себе Фостерівську радіаційну лабораторію.
1982 Успішна розробка аморфних металічних.
1983 Заснована серія лекцій Макферсон в честь Анни Макферсон (Anna McPherson), першої жінки професора (1940—1970).
1987 Відкриття «змішування» нейтральних мезонів членами експериментальної групи ARGUS.
1989 Заснування Центру Макгілла з «фізики матеріалів».
1994 Вперше експериментальне підтвердження для маси верхнього кварку (top quark) проголошене членами групи CDF.
2006 Група астрофізиків Макгілла відкрила найшвидший відомий пульсар, що обертається.
2008 Відкриття нового «стану матерії» групою Др. Гійома Жерве, т.з. «електронної 3М решітки Вігнера».

## Дивись також
- Університет Макгілла